# Iglesia indiana de Coya
La iglesia indiana de Coya, originalmente dedicada a la Virgen de Guadalupe, es un templo de estilo barroco colonial situado en la parroquia asturiana de Coya, en el concejo de Piloña (España).

## Descripción
A mediados del siglo XVIII, un hidalgo asturiano regresó de América y construyó una pequeña iglesia en la parroquia de Coya. Esto fue una práctica habitual de los indianos de forma más tardía, a finales del XIX y en el siglo XX. La fachada principal está construida en piedra labrada rematada con dos pequeñas torres campanario y entre ellas un frontón curvo. La puerta principal, a la que se accede por una escalinata, es adintelada. Es un templo estrecho pero de imponente altura. La nave longitudinal, que es posterior, da paso a una cúpula sobre pechinas, parte original del templo. En su ampliación se trasladó la fachada de la iglesia a la nueva nave. Existen tres pinturas murales restauradas que hacen alusión al mestizaje entre la culturas española y mexicana. Durante la Guerra Civil fue utilizada como polvorín y se destruyó la imagen de la Virgen de Guadalupe. Cuenta también con un cristo en madera. 
En uno de los laterales del templo se puede ver el escudo nobiliario del indiano.